# Katy Manning
Catherine Ann „Katy” Manning (ur. 14 października 1946 w Guildford, Surrey, Anglia, Wielka Brytania] – brytyjska aktorka, najbardziej znana z roli Jo Grant z seriali Doktor Who i Przygody Sary Jane.

## Życie osobiste
Jako szesnastolatka Katy przeżyła wypadek samochodowy i w szpitalu była przez cały rok. Po występach w serialu Doktor Who przeprowadziła się do Australii i występowała tam teatrze. W 2009 Kate wróciła do Londynu i zagrała w serialu Przygody Sary Jane, gościnnie z Mattem Smithem.

## Filmografia
- 1970: Softly Softly jako Peggy
- 1970: Man at the Top jako Julia Dungarvon
- 1971-1973: Doktor Who jako Jo Grant
- 1973: Armchair Theatre jako Anna
- 1973: Don't Just Lie There, Say Something!
- 1975: Eskimo Nell jako Hermione
- 1977-1978: Target jako Joanne
- 1984: Gra wstępna jako Estelle
- 1986: Frog Dreaming jako Pani Cannon
- 2002: Cena życia jako Greta Franck
- 2006: When Darkness Falls jako Miss Harrington
- 2010: Przygody Sary Jane jako Jo Grant